# Sinfonia n. 2 (Michael Haydn)
La Sinfonia n. 2 in Do maggiore MH 37 (Perger 2, Sherman 2) è una composizione di Michael Haydn, scritta a Oradea intorno al 1761. 

## Struttura

### Organico
La strumentazione prevede parti per due oboi, due fagotti, due corni, due trombe in Do, archi e basso continuo.

### Movimenti

#### Allegro
La sinfonia inizia con uno stile che ricorda il concerto grosso, ma si tratta in realtà di una forma-sonata in cui il breve sviluppo è portato avanti quasi interamente dai violini senza accompagnamento. L'esposizione, lo sviluppo e la ripresa presentano delle ripetizioni, anche se non sempre eseguite, specialmente negli ultimi due casi.

#### Andante
Il movimento lento è composto per soli archi, ma in molte esecuzioni è presente anche il basso continuo; è interessante notare come siano le viole a raddoppiare (di un'ottava inferiore) la voce del primo violino, ruolo generalmente attribuito invece al secondo violino.

#### Minuetto e trio
I corni e le trombe assumono un ruolo di primo piano nel trio. Per la maggior parte dell'esecuzione, i fiati supportano gli archi in modo armonico.

#### Presto
L'ultimo movimento è costituito da un rondò con una maggiore tendenza alla tonalità di Fa maggiore piuttosto che a quella di Sol maggiore.